# Kenth Eldebrink
Kenth Eldebrink (* 14. května 1955 Morjärv, Švédsko) je bývalý švédský atlet a bronzový olympijský medailista v hodu oštěpem na olympiádě v Los Angeles. Jeho starším bratrem je bývalý švédský hokejista a olympijský medailista na olympiádě v Calgary Anders Eldebrink. Jeho dcery Sofie, Frida a Elin jsou profesionální basketbalistky.